# Kleiner Pounellenturm
Der Kleine Pounellen- oder Paunellenturm war ein Wehrturm der ca. 1300 bis 1350 errichteten äußeren Stadtmauer der Stadt Aachen. Er ist nicht mehr erhalten.

## Lage
Der Kleine Pounellenturm stand im Süden des äußeren Mauerrings zwischen dem Marschiertor und dem Rostor. Zwischen dem Kleinen Pounellenturm und dem Marschiertor existierte kein weiterer Turm, während zwischen dem Kleinen Pounellenturm und dem Rostor noch der Große Pounellenturm und der Karlsturm errichtet wurden.
Der Kleine Pounellenturm stand etwa in der Mitte zwischen dem Marschiertor und dem Großen Pounellenturm, was in der heutigen Stadtgeographie einer Lage am Boxgraben in der Mitte zwischen Marschiertor und Karmeliterstraße entspricht. In alten Stadtansichten ist der Kleine Pounellenturm dagegen oft fälschlicherweise dicht an den Großen Pounellenturm gerückt.
Seinen Namen erhielt der Turm wie sein großer Nachbar von dem damals oberirdisch verlaufenden Bach Paunell, der unter dem Großen Pounellenturm hindurchfloss.

## Geschichte
Das Baudatum des Kleinen Pounellenturms ist nicht bekannt, urkundlich erwähnt wurde er erstmals 1696. Abgerissen wurde der Turm Ende des 18. Jahrhunderts.

## Beschreibung
Der Grundriss des Kleinen Pounellenturms hatte die Form eines Halbkreises mit gerade verlängerten Enden. Er besaß eine Breite von 10,60 m und eine Tiefe von 7,20 m. Das Gebäude war lediglich eingeschossig mit einem Halbkuppelgewölbe, das über der Verlängerung des Halbkreises in ein Tonnengewölbe überging. Die Rundmauer hatte drei Schießscharten, zwei seitlich zum Graben hin und die dritte aus der Mitte in Richtung Marschiertor versetzt.
Das Dach bestand aus einem halben Kegeldach und ging dann in ein Satteldach über. Die Spitze des Kegeldachs zierte eine Kugel.